# Ukrajina na Letních olympijských hrách 2016
Ukrajina na Letních olympijských hrách 2016 .

## Medailisté
| Medaile | Jméno                                                             | Sport                | Disciplína                 |
| ------- | ----------------------------------------------------------------- | -------------------- | -------------------------- |
| Zlato   | Oleh Verňajev                                                     | Sportovní gymnastika | Muži bradla                |
| Zlato   | Jurij Čeban                                                       | Kanoistika           | Muži C-1 200 m             |
| Stříbro | Serhij Kuliš                                                      | Sportovní střelba    | Muži 10 m air rifle        |
| Stříbro | Oleh Verňajev                                                     | Sportovní gymnastika | Muži víceboj – jednotlivci |
| Stříbro | Olha Charlanová Alina Komaščuková Olena Kravacká Olena Voroninová | Šerm                 | Družstvo žen šavle         |
| Stříbro | Žan Beleňuk                                                       | Zápas                | Muži řecko-římský 85 kg    |
| Stříbro | Pavlo Tymoščenko                                                  | Moderní pětiboj      | Muži                       |
| Bronz   | Olha Charlanová                                                   | Šerm                 | Ženy šavle                 |
| Bronz   | Bohdan Bondarenko                                                 | Atletika             | Muži skok vysoký           |
| Bronz   | Dmitro Jančuk Taras Miščuk                                        | Kanoistika           | Muži C-2 1000 m            |
| Bronz   | Hanna Rizatdinová                                                 | Moderní gymnastika   | Ženy                       |